# Oxford–AstraZeneca-Covid19-vakcina

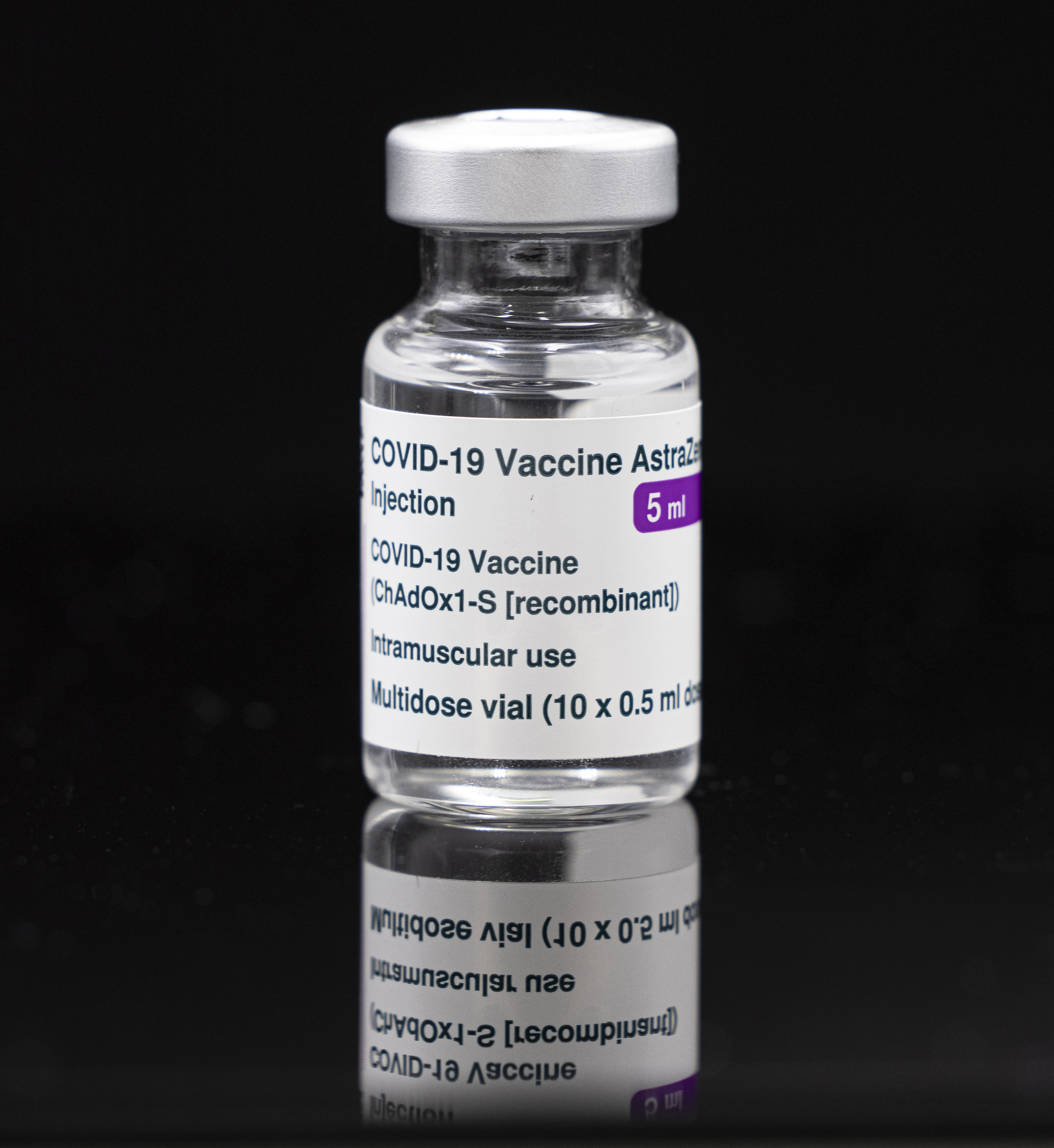
Egy fiola Oxford–AstraZeneca vakcina

Az Oxford–AstraZeneca-Covid19-vakcina, kódneve AZD1222, későbbi nevén Vaxzevria, az Oxfordi Egyetem és az AstraZeneca által kifejlesztett COVID-19 vakcina intramuszkuláris injekcióval, vektorként a módosított csimpánz adenovírus, a ChAdOx1 alkalmazásával. Egy adagolási rend 90%-os hatékonyságot mutatott, amikor egy fél adagot egy teljes adag követett legalább egy hónap elteltével, vegyes vizsgálatok alapján, 55 évesnél idősebb résztvevők nélkül. Egy másik adagolási rend 62%-os hatékonyságot mutatott, ha két teljes dózist adtak be egymástól legalább egy hónappal. 
A kutatást az Oxfordi Egyetem Jenner Institute-ja és az Oxford Vaccine Groupja végzi az olasz Pomeziában található Advent Srl gyártóval, amely az első adag COVID-19 vakcinát állította elő, klinikai tesztelésre. A csapatot Sarah Gilbert, Adrian Hill, Andrew Pollard, Teresa Lambe, Sandy Douglas és Catherine Green vezeti.
2020. december 30-án az oltást először jóváhagyták az Egyesült Királyság oltási programjában, és az első, kísérleten kívüli oltást 2021. január 4-én adták be. Az oltást azóta, világszerte több gyógyszerügynökség hagyta jóvá, például az Európai Gyógyszerügynökség (EMA) és az ausztrál Terápiás Termékigazgatóság (TGA), és Sürgősségi Felhasználási Listára (EUL) engedélyezte az Egészségügyi Világszervezet.
2021. március 30-án a svéd gyógyszerügyi hatóság, a Läkemedelsverket, bejelentette, hogy az EMA előzetes jóváhagyását követően Vaxzevriára változtatja az oltóanyag nevét, egyben hangsúlyozta, hogy csak a vakcina neve változik meg, összetétele nem.

## Vakcinaplatform
Az AZD1222 vakcina egy replikációhiányos emberszabású majom adenovírus vektor, amely a SARS-CoV-2 tüskefehérje teljes hosszúságú kodonoptimalizált kódoló szekvenciáját tartalmazza egy szöveti plazminogén aktivátor (tPA) vezérszekvenciával együtt.
Az adenovírust replikációhiányosnak nevezik, mivel néhány alapvető génjét törölték és helyettesítették a tüskét kódoló génnel. Az oltást követően az adenovírus vektor bejut a sejtekbe, felszabadítja génjeit, azok a sejt magjába szállítódnak, majd a sejt gépezete végzi az átírást az mRNS-ben és a transzlációt a fehérjékben.
Érdekes a tüskefehérje, egy olyan külső fehérje, amely lehetővé teszi a SARS típusú koronavírus bejutását a sejtekbe az ACE2 enzimatikus doménjén keresztül. Az oltás után történő előállítása arra ösztönzi az immunrendszert, hogy antitestek és T-sejtek révén megtámadja a koronavírust, ha később megfertőzi a testet.

## Történelem

### 2020-as fejlesztés
2020 februárjában a Jenner Intézet együttműködést kötött az olasz Advent Srl céggel az első adag vakcinajelölt előállítására a klinikai vizsgálatokhoz.
2020 márciusában miután a Gates Alapítvány sürgette az Oxfordi Egyetemet, hogy találjon nagyvállalati partnert a COVID-19 vakcina forgalomba hozatalához, az egyetem elállt korábbi ígéretétől, miszerint felajánlja a jogokat bármely gyógyszergyártónak. Az Egyesült Királyság kormánya arra ösztönözte az Oxfordi Egyetemet, hogy az amerikai Merck & Co. helyett az AstraZenecával működjön együtt. Állítólag az oxfordi emberek aggódtak amiatt, hogy a vakcinát nem terjesztik világszerte. A kormányminisztereknek aggályaik voltak azzal kapcsolatban is, hogy a Wall Street Journal névtelen forrásai alapján az Egyesült Államokban gyártott vakcina nem lesz elérhető az Egyesült Királyságban. Ebben szerepet játszhattak az oxfordi és a spin-out cégek pénzügyi szempontjai.
2020 júniusában az Egyesült Államok Nemzeti Allergiai és Fertőző Betegség Intézete (NIAID) megerősítette, hogy az Oxfordi Egyetem és az AstraZeneca által kifejlesztett potenciális vakcinák tesztelésének harmadik szakasza 2020 júliusában kezdődik.

### Klinikai vizsgálatok
2020 júliusában az AstraZeneca együttműködött az IQVIA-val az amerikai klinikai vizsgálatok felgyorsítása érdekében.
2020. augusztus 31-én az AstraZeneca bejelentette, hogy megkezdte a felnőttek beiratkozását egy amerikai finanszírozású, 30 000 alanyból álló késői stádiumú tanulmányba.
2020. szeptember 8-án az AstraZeneca bejelentette a vakcinakísérlet globális leállítását, miközben az Egyesült Királyság egyik résztvevőjének esetleges mellékhatásait vizsgálták. Szeptember 13-án az AstraZeneca és az Oxfordi Egyetem folytatta a klinikai vizsgálatokat az Egyesült Királyságban, miután a szabályozók úgy ítélték meg, hogy ez biztonságos. Az AstraZenecát az oltásbiztonság miatt kritizálták, miután a szakértők aggodalommal vették észre, hogy a társaság megtagadta a súlyos idegrendszeri megbetegedések részleteinek közlését két résztvevőnél, akik Nagy-Britanniában kapták a kísérleti oltást. Miközben a vizsgálat az Egyesült Királyságban, Brazíliában, Dél-Afrikában, Japánban és Indiában folytatódott, az Egyesült Államokban 2020. október 23-ig szünetelt, míg az Élelmiszer- és Gyógyszerügyi Hivatal (FDA) kivizsgált egy beteget, amely kiváltotta a klinikai visszatartást, az Egyesült Államok Egészségügyi és Humán Szolgáltatási Minisztériumának (HHS) titkára, Alex Azar szerint
2020. október 15-én Dr. João Pedro R. Feitosa, a brazil Rio de Janeiróból származó 28 éves orvos, aki az AZD1222 klinikai vizsgálatában a tesztoltás helyett placebót kapott, meghalt COVID-19 szövődményei miatt. A brazil egészségügyi hatóság az Anvisa bejelentette, hogy a vizsgálat Brazíliában folytatódik.

### A III. Fázisú vizsgálat eredményei
2020. november 23-án az Oxfordi Egyetem és az AstraZeneca közölte a vakcina folyamatban lévő, III. Fázisú kísérleteinek időközi eredményeit. Némi kritika érte a jelentésben alkalmazott módszereket, amelyek különböző dózisban kapott tesztalanyok különböző csoportjainak 62%-os és 90%-os eredményeit keverték, hogy egyesítve 70%-os értéket kapjanak. Az AstraZeneca közölte, hogy egy további, több országot érintő vizsgálatot hajt végre az alacsonyabb dózis alkalmazásával, ami 90%-os állításhoz vezetett.
A 2020. december 8-i négy folyamatban lévő III. Fázisú vizsgálat időközi eredményeinek teljes közzététele pontosította ezeket a jelentéseket. Abban a csoportban, amelyik az aktív vakcina első dózisát több mint 21 nappal korábban kapta, nem volt kórházi ápolás vagy súlyos betegség, ellentétben a placebót kapottakkal. A vizsgálatok során az aktív és a kontrollcsoport között a súlyos mellékhatások kiegyensúlyozottak voltak, vagyis az aktív vakcinának nem voltak biztonsági aggályai. A reversz myelitis esetét 14 nappal az emlékeztető oltás után jelentették, amely valószínűleg összefügg az oltással, és egy független neurológiai bizottság úgy vélte, hogy a legvalószínűbb diagnózis egy idiopátiás, rövid szegmensű, gerincvelő demyelinizáció. A transzverz myelitis másik két esetét, az egyiket a vakcinacsoportban, a másikat a kontrollcsoportban, függetlennek tartották az oltástól. 
Egy rákövetkező elemzés, amelyet február 19-én tettek közzé, az első adag után 22 nappal 76%-os hatékonyságot mutatott, és 81,3%-ra növekedést, amikor a második adagot az első után legalább 12 héttel adják be.

### 2021-es fejlődés
2021 februárjában az Oxford–AstraZeneca jelezte, hogy az oltóanyagot a koronavírus új variánsainak azzal a várakozással, hogy a módosított vakcina „néhány hónap múlva” elérhető lesz „emlékeztető döfés” formájában. Kiemelt aggodalomra ad okot, hogy az E484K mutáció befolyásolhatja-e az immunválaszt és esetleg a vakcina jelenlegi hatékonyságát. Az E484K mutáció a dél-afrikai (B.1.351) és a brazil (B.1.1.28) variánsokban van jelen, kis számú esetben a mutáció az eredeti SARS-CoV-2 vírus és az UK/Kent (B.1.1.7) variáns által okozott fertőzésekben is kimutatható. 

### Skót tanulmány
Skócia egyetemei tanulmányt készítettek a Pfizer–BioNTech és Oxford–AstraZeneca COVID-19 vakcinák első adagjának hatékonyságáról Skóciában a kórházi felvételek ellen, 5,4 millió emberen végzett országos prospektív kohorsz tanulmány alapján. 2020. december 8. és 2021. február 15. között 1 137 775 beteget oltottak be a vizsgálatban, ebből 490 000-et Oxford–AstraZeneca oltással. Az Oxford–AstraZeneca vakcina első dózisa 94% -os oltóhatással társult a COVID-19-hez kapcsolódó kórházi kezelésnél az oltást követő 28–34 napon. Mindkét vakcina kombinált eredményei olyan vakcinahatást mutattak a COVID-19-hez kapcsolódó kórházi kezelés megelőzésében, amely összehasonlítható volt, amikor az elemzést a ≥80 évesekre korlátozták (81%). A 65 év feletti betegek többségének Oxford–AstraZeneca oltást adták be. 2021. február 22-én a tanulmányt még nem értékelték szakértőkkel.

## Jóváhagyások
2020. november 27-én az Egyesült Királyság kormánya felkérte a Gyógyszer- és Egészségügyi Termékeket Szabályozó Ügynökséget, hogy értékelje az AZD1222 oltást ideiglenes szállítás céljából, és 2020. december 30-án engedélyezték a használatát második oltásként, amely belépett az országos bevezetésre.
2021. január 4-én a 82 éves Brian Pinker lett az első olyan személy, aki a klinikai vizsgálatokon kívül megkapta az Oxford–AstraZeneca COVID-19 oltást.
Az Európai Gyógyszerügynökséghez (EMA) 2021. január 12-én érkezett kérelem a vakcina feltételes forgalomba hozatali engedélyének (CMA) benyújtására. Sajtóközlemény szerint az ügynökség január 29-ig kiadhat erről egy ajánlást, majd az Európai Bizottság napokon belül döntést hoz a CMA-ról. A magyar szabályozó hatóság egyoldalúan jóváhagyta az oltást, ahelyett, hogy megvárta volna az EMA jóváhagyását.
2021. január 29-én az EMA javasolta az AZD1222 feltételes forgalomba hozatali engedélyének kiadását 18 éves és idősebb emberek számára  és az ajánlást az Európai Bizottság ugyanazon a napon elfogadta. 
2021. január 30-án a vietnami egészségügyi minisztérium jóváhagyta az AstraZeneca vakcinát a hazai oltásra, amelyet elsőként engedélyeztek Vietnamban.
A vakcinát szintén jóváhagyták Argentína, Banglades, Brazília, a Dominikai Köztársaság, El Salvador, India, Malajzia, Mexikó, Nepál, Pakisztán, a Fülöp-szigetek, Srí Lanka, és Tajvan szabályozó hatóságai a saját országukban történő sürgősségi felhasználásra.
2021. február 7-én felfüggesztették a vakcina bevezetését Dél-Afrikában. A Witwatersrandi Egyetem kutatói a szakértők közötti előzetes elemzésben azt mondták, hogy az AstraZeneca oltás minimális védelmet nyújtott a fiatalok enyhe vagy közepesen súlyos fertőzései ellen. A BBC 2021. február 8-án arról számolt be, hogy Katherine O'Brien, az Egészségügyi Világszervezet immunizálási igazgatója jelezte, hogy úgy érzi, hogy „valóban hihető”, hogy az AstraZeneca vakcina „érdemi hatást gyakorolhat” a dél-afrikai változatra, különösen a súlyos megbetegedés és halál megelőzésében. Ugyanez a jelentés, jelezte Anglia tisztifőorvos helyettese Jonathan Van-Tam is, hogy a (Witwatersrand) tanulmány nem változtatta meg azon véleményét, miszerint az AstraZeneca vakcina „meglehetősen valószínű” hatással lenne a dél-afrikai változat súlyos betegségére. 
2021. február 10-én Dél-Korea megadta az első jóváhagyását a COVID-19 vakcinának az AstraZeneca számára, lehetővé téve a kétlövéses kezelés alkalmazását minden felnőtt számára, ideértve az időseket is. A jóváhagyás figyelmeztetéssel járt, ugyanakkor, ez a megfontolás szükséges, amikor a vakcinát 65 évesnél idősebb személyeknél alkalmazzák, a korlátozott adatok miatt, ami a klinikai és demográfiai vizsgálatokból származik.
2021. február 10-én az Egészségügyi Világszervezet (WHO) ideiglenes útmutatást adott ki, és minden felnőtt számára ajánlotta az AstraZeneca oltást. Stratégiai szakértői tanácsadó csoportja szintén fontolóra vette a felhasználást, ha változatok voltak jelen, és arra a következtetésre jutott, hogy nem szükséges nem ajánlani.
2021. február 16-án az ausztrál Terápiás Áruk Igazgatása (TGA) ideiglenes jóváhagyást adott az AstraZeneca COVID-19 vakcinára.
2021. február 26-án a Health Canada engedélyezte az oltást az általános szerződési feltételekkel.

### Incidensek
Ausztria felfüggesztette a vakcina egy részének használatát, miután két ember vérrög okozta szövődményeket szenvedett az oltás után, ami egyiküknél halált eredményezett. Összesen négy vérrög-esetet azonosítottak ugyanarra az egymillió adagra. 2021. március 11-én bejelentették, hogy Dánia és Norvégia az alvadékkal kapcsolatos aggályok miatt ideiglenesen felfüggeszti az AstraZeneca vakcina alkalmazását. Ugyanezen a napon az Olasz Gyógyszerügynökség felfüggesztette a vakcina egy másik tételének forgalmazását az oltás után észlelt néhány súlyos mellékhatás kivizsgálása érdekében, megjegyezve, hogy az oltással még nem sikerült ok-okozati összefüggést megállapítani. Nem sokkal később, 2021. március 12-én Románia és Bulgária is leállította az AstraZeneca vakcina alkalmazását. Thaiföld is leállította az oltások használatát
Az Európai Gyógyszerügynökség kijelentette, hogy jelenleg nincs arra utaló jel, hogy az oltás okozta volna ezeket az állapotokat, amelyek nem szerepelnek a vakcina mellékhatásaként. A beoltott embereknél a tromboembóliás események száma nem magasabb, mint a lakosság körében. 2021. március 11-ig 30 tromboembóliás eseményt jelentettek az Európai Gazdasági Térségben az AstraZeneca oltással oltott csaknem 5 millió ember között. 

## Termelés és ellátás
A vakcina stabil hűtőszekrény-hőmérsékleten és a költségek körülbelül US$3 US$4 adagonként. December 17-én, egy tweet a belga költségvetési államtitkár által, feltárta, hogy az Európai Unió 1.78€-t (US $2.16-t) fizetne adagonként.

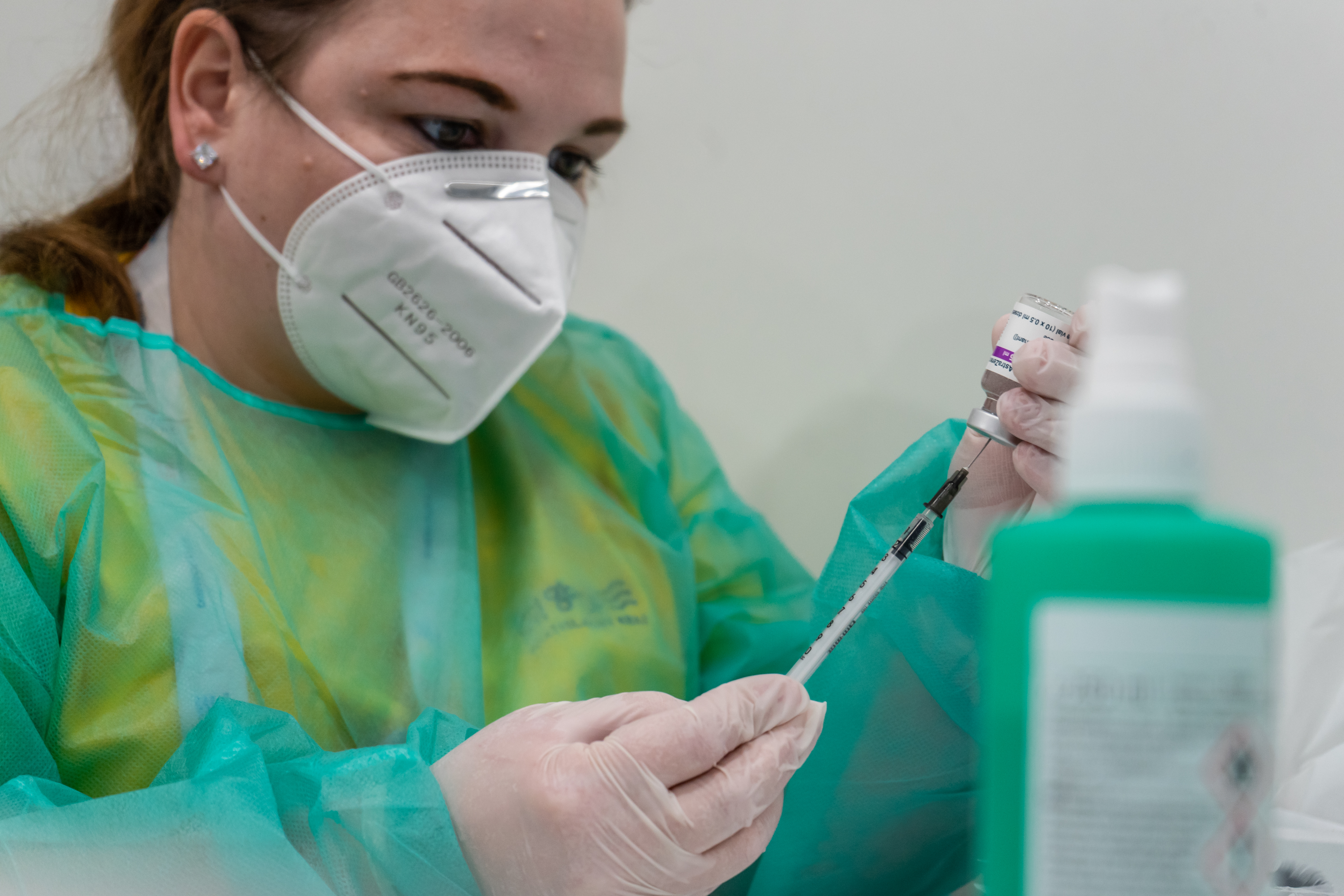
Oxford–AstraZeneca-Covid19-vakcina

Az AstraZeneca üzemeltetési és informatikai alelnöke, Pam Cheng szerint a társaságnak 200 millió adag körül lenne készen világszerte 2020 végéig, és a kapacitás 100 milliótól havi 200 millió adagig lenne, amint felgyorsult a termelés.
2020 júniusában, tovább a 100 millió dózis áll az Egyesült Királyság NHS rendelkezésére oltási programjukhoz, AstraZeneca és az Emergent BioSolutions 87 millió dolláros megállapodást írt alá, hogy foglalkozik a vakcina adagjának gyártásával, kifejezetten az amerikai piac számára. Az üzlet része volt a Trump-adminisztráció Warp Speed Operációjának, amelynek célja a célzott vakcinák gyártásának fejlesztése és gyors skálázása 2020 vége előtt. A Catalent felelős a befejezésért és a csomagolásért. A gyártási munka nagy részét az Egyesült Királyságban végzik. 
2020. június 4-én az Egészségügyi Világszervezet (WHO) COVAX (COVID-19 Vaccines Global Access) létesítménye kezdeti 300 millió dózist vett a cégtől az alacsony és közepes jövedelmű országok számára. Ezenkívül az AstraZeneca és az Indiai Szérumintézet licencszerződést kötött 1 milliárd adag Oxford egyetemi vakcina szállítására vonatkozóan, közepes és alacsony jövedelmű országokban, köztük Indiában.
2020. szeptember 29-én a Bill és Melinda Gates Alapítvány támogatása lehetővé tette a COVAX számára további 100 millió COVID-19 vakcina-dózis biztosítását vagy az AstraZeneca-tól, vagy a Novavax-tól, 3 USD/adag áron. 
2020. június 13-án az AstraZeneca szerződést írt alá az Inclusive Vaccines Alliance-nal, egy Franciaország, Németország, Olaszország és Hollandia által létrehozott csoporttal, legfeljebb 400 millió adagra az Európai Unió valamennyi tagállamának. Az Európai Bizottság azonban beavatkozott az ügylet formalizálásának megakadályozására. Az egész EU nevében átvette a tárgyalásokat, és augusztus végén aláírta az egyezményt.
2020 augusztusában az AstraZeneca vállalta, hogy 300 millió adagot juttat az USA-ba, 1,2 milliárd dollárért, ami adagonként 4 USD költséget jelent. Az AstraZeneca szóvivője szerint a finanszírozás fedezi a fejlesztést és a klinikai vizsgálatokat is. Technológiai transzfer megállapodást kötött a mexikói és az argentin kormányokkal is, és megállapodott abban, hogy legalább 400 millió adagot állít elő Latin-Amerikában. A hatóanyagokat Argentínában állítanák elő, és Mexikóba küldenék, hogy ezeket befejezzék terjesztésre.
2020 szeptemberében az AstraZeneca megállapodott abban, hogy biztosít 20 millió adagot Kanadának.
2020 októberében Svájc megállapodást írt alá az AstraZenecával 5.3 millió adag előrendeléséről.
2020. november 5-én háromoldalú megállapodást írtak alá a bangladesi kormány, az Indiai Szérumintézet és a bangladesi Beximco Pharma. A megállapodás értelmében Banglades 30 millió adag Oxford–AstraZeneca vakcinát rendelt a Szérumból a Beximco-n keresztül, szúrásonként 4 dollárért.
2020 novemberében Thaiföld 26 millió adag vakcinát rendelt az AstraZeneca-tól. 13 millió emberre terjedne ki, ami lakosság körülbelül 20%-a, az első tétel várhatóan május végén kerül leszállításra. A közegészségügyi miniszter jelezte, hogy a fizetett ár adagonként 5 USD volt; AstraZeneca (Thaiföld) 2021 januárjában egy vita után kifejtette, hogy az egyes országok által fizetett ár a termelési költségektől és az ellátási lánc különbségeitől függ, ideértve a gyártási kapacitást, a munkaerő- és az alapanyagköltségeket is. 2021 januárjában a thaiföldi kabinet további tárgyalásokat hagyott jóvá további 35 millió adag megrendeléséről és a thaiföldi FDA 1évre jóváhagyta az oltást sürgősségi felhasználásra. A Vajiralongkorn tulajdonában lévő Siam Bioscience vállalat technológiai transzfert kap és akár évi 200 millió adag gyártási kapacitással rendelkezik az ASEAN-ba irányuló exportra.
Szintén novemberben a Fülöp-szigetek megállapodott a 2.6 millió adag vásárlásában, állítólag 700 millió ₱ körüli értékű (kb. 5,6 USD / adag).
2020 decemberében Dél-Korea szerződést írt alá az AstraZenecával, 20 millió vakcina biztosításáról, amely állítólag egyenértékű a Thaiföld és a Fülöp-szigetek által aláírt vakcinákkal, az első szállítás várhatóan 2021 januárjában várható. 2021 januárjában továbbra is a Dél-Koreai Betegségmegelőzési és Megelőzési Ügynökség vizsgálja felül. Az AstraZeneca megállapodást írt alá a dél-koreai SK Bioscience céggel oltóanyagainak gyártásáról. Az együttműködés megköveteli az SK leányvállalatától az AZD1222 gyártását a helyi és a globális piacok számára.
2021. január 7-én a dél-afrikai kormány bejelentette, hogy biztosítottak egy kezdeti 1 millió adagot az Indiai Szérumintézettől, amelyet februárban újabb 500 000 adag követ.
Mianmar szerződést írt alá az Indiai Szérum Intézettel a 30 millió adag vakcina biztosítása érdekében 2020 decemberében. Mianmar 15 millió ember beoltására elég dózist fog kapni 2021 februárjától.
2021. január 22-én az AstraZeneca bejelentette, hogy abban az esetben, ha az Európai Unió jóváhagyja az AstraZeneca COVID-19 vakcinát, a kezdeti készlet a vártnál alacsonyabb lesz a belga Novasep gyártási problémái miatt. A korábban jósolt 80 millió adagból csak 31 milliót fognak kiszállítani az Európai Unióba 2021 márciusáig. Az AstraZeneca vezérigazgatója, Pascal Soriot , a La Repubblica olasz újságnak adott interjújában elmondta, hogy az Európai Unióban az adagok szállítási ütemezése két hónappal elmaradt a menetrendtől. Megemlítette a sejttenyészetek alacsony hozamát egy nagyszabású európai helyszínen. A The Guardian folyóiratban közzétett elemzés a bioreaktorok nyilvánvalóan alacsony hozamát is azonosította a belga üzemben, és rámutatott a folyamat ezen formájának felállításának nehézségeire, gyakran változó hozamokkal. Ennek eredményeként az Európai Unió kiviteli ellenőrzéseket vezetett be a vakcinadózisok tekintetében; vita robbant ki arról, hogy az adagokat elterelik-e az Egyesült Királyságba, és nem zavarják-e az észak-írországi szállításokat.
2021. február 24-én a vakcina szállítása Accrába, (Ghana) a COVAX-on keresztül Afrika első országaként kapta meg a vakcinákat a kezdeményezés révén. 